# Дайкс, Линдон
Линдон Джон Дайкс (англ. Lyndon John Dykes; род. 7 октября 1995, Голд-Кост) — шотландский футболист, нападающий клуба «Бирмингем Сити» и сборной Шотландии. Участник чемпионата Европы 2020.
Дайкс родился в Австралии в семье выходцев из Шотландии.

## Клубная карьера
Дайкс — воспитанник клуба «Мадгираба». В 2013 году он дебютировал за основной состав, а после выступал за «Мерримак». В 2014 году Линдон вместе с приехал на историческую родину родителей в город Дамфрис и присоединился к местному клубу «Куин оф зе Саут». Из-за высокой конкуренции он не смог дебютировать за основной состав, но успешно выступал за молодёжную команду, забив 14 мячей в 22 матчах, после чего вернулся в Австралии. С 2015 по 2016 год он выступал за «Редлендс Юнайтед», «Голд Кост Сити» и «Серфер Перадайс Аполло». Летом 2016 года Дайкс вновь вернулся в «Куин оф зе Саут». 6 августа в матче против «Данди Юнайтед» он дебютировал в шотландском Чемпионшипе. 13 августа в поединке против «Эйр Юнайтед» Линдон забил свой первый гол за «Куин оф зе Саут». 
Летом 2019 года Дайкс перешёл в «Ливингстон». 3 августа в матче против «Мотеруэлла» он дебютировал в шотландской Премьер лиге. 24 августа в поединке против «Росс Каунти» Линдон забил свой первый гол за «Ливингстон».
Летом 2020 года Дайкс подписал контракт на 4 года с английским клубом «Куинз Парк Рейнджерс». Сумма трансфера составила 2 млн. фунтов. В матче против «Ноттингем Форест» он дебютировал в Чемпионшипе. В этом же поединке Линдон забил свой первый гол за «Куинз Парк Рейнджерс». По итогам сезона Дайкс забил 12 мячей и стал лучшим бомбардиром команды. 

## Международная карьера
4 сентября 2020 года в Лиги наций против сборной Израиля Дайкс дебютировал за сборной Шотландии. 7 сентября в поединке Лиги наций против сборной Чехии Линдон забил свой первый гол за национальную сборную. 
В 2021 году Дайкс принял участие в чемпионате Европы. На турнире он сыграл в матчах против сборных Чехии, Англии и Хорватии.

### Голы за сборную Шотландии
| # | Дата            | Место                                   | Противник         | Счёт | Результат | Соревнование                     |
| - | --------------- | --------------------------------------- | ----------------- | ---- | --------- | -------------------------------- |
| 1 | 7 сентября 2020 | Андрув, Оломоуц, Чехия                  | Чехия             | 1:1  | 1:2       | Лига наций УЕФА 2020/2021        |
| 2 | 11 октября 2020 | Хэмпден Парк, Глазго, Шотландия         | Словакия          | 1:0  | 1:0       | Лига наций УЕФА 2020/2021        |
| 3 | 4 сентября 2021 | Хэмпден Парк, Глазго, Шотландия         | Молдавия          | 1:0  | 1:0       | Чемпионат мира 2022 квалификация |
| 4 | 7 сентября 2021 | Эрнст Хаппель, Вена, Австрия            | Австрия           | 1:0  | 1:0       | Чемпионат мира 2022 квалификация |
| 5 | 9 октября 2021  | Хэмпден Парк, Глазго, Шотландия         | Израиль           | 2:2  | 3:2       | Чемпионат мира 2022 квалификация |
| 6 | 12 октября 2021 | Торсволлур, Торсхавн, Фарерские острова | Фарерские острова | 0:1  | 0:1       | Чемпионат мира 2022 квалификация |